# Calloecia
Calloecia là một chi bướm đêm thuộc họ Noctuidae.